# Records de Tunisie en natation
Cet article présente les records de Tunisie en natation homologués par la Fédération internationale de natation.
Les records sont distingués selon la longueur du bassin : grand bassin (50 mètres) et petit bassin (25 mètres). Ils sont répartis par catégories : hommes, femmes et relais mixtes.

## Grand bassin (50m)

### Messieurs
| Discipline           | Temps          |            | Nageur                                                         | Compétition                 | Lieu         | Date              | Réf        |
| Nage libre           | Nage libre     | Nage libre | Nage libre                                                     | Nage libre                  | Nage libre   | Nage libre        | Nage libre |
| -------------------- | -------------- | ---------- | -------------------------------------------------------------- | --------------------------- | ------------ | ----------------- | ---------- |
| 50 m                 | 23 s 03        |            | Oussama Mellouli                                               | Jeux panarabes              | Doha         | 19 décembre 2011  |            |
| 100 m                | 49 s 55        |            | Oussama Mellouli                                               | Jeux panarabes              | Doha         | 17 décembre 2011  |            |
| 200 m                | 1 min 46 s 44  | MR         | Oussama Mellouli                                               | Jeux méditerranéens         | Pescara      | 30 juin 2009      |            |
| 400 m                | 3 min 40 s 70  | AF         | Ahmed Hafnaoui                                                 | Championnats du monde       | Fukuoka      | 23 juillet 2023   |            |
| 800 m                | 7 min 35 s 27  | AF         | Oussama Mellouli                                               | Championnats du monde       | Rome         | 29 juillet 2009   |            |
| 1 500 m              | 14 min 31 s 54 | CR         | Ahmed Hafnaoui                                                 | Championnats du monde       | Fukuoka      | 30 juillet 2023   |            |
| Dos                  |                |            |                                                                |                             |              |                   |            |
| 50 m                 | 26 s 65        |            | Oussama Mellouli                                               | Jeux panarabes              | Alger        | 29 septembre 2004 |            |
| 100 m                | 55 s 69        |            | Mohamed Yassine Ben Abbes                                      | Championnats de France      | Montpellier  | 15 juin 2025      | [ 2 ]      |
| 200 m                | 1 min 58 s 35  |            | Mohamed Yassine Ben Abbes                                      | Championnats de France      | Montpellier  | 17 juin 2025      | [ 3 ]      |
| Brasse               |                |            |                                                                |                             |              |                   |            |
| 50 m                 | 28 s 02        |            | Adnan Beji                                                     | Championnats d'Afrique      | Tunis        | 23 août 2022      |            |
| 100 m                | 1 min 1 s 26   |            | Wassim Elloumi                                                 | Championnats d'Afrique      | Alger        | 10 septembre 2018 |            |
| 200 m                | 2 min 14 s 35  |            | Wassim Elloumi                                                 | Championnats de France      | Schiltigheim | 28 mai 2017       |            |
| Papillon             |                |            |                                                                |                             |              |                   |            |
| 50 m                 | 24 s 90        |            | Oussama Mellouli                                               | Jeux panarabes              | Doha         | 20 décembre 2011  |            |
| 100 m                | 53 s 73        |            | Oussama Mellouli                                               | Jeux panarabes              | Doha         | 17 décembre 2011  |            |
| 200 m                | 1 min 58 s 12  |            | Oussama Mellouli                                               | Grand Prix du Michigan 2011 | Ann Arbor    | 8 avril 2011      |            |
| 4 nages              |                |            |                                                                |                             |              |                   |            |
| 200 m                | 1 min 58 s 38  |            | Oussama Mellouli                                               | Jeux méditerranéens         | Pescara      | 27 juin 2009      |            |
| 400 m                | 4 min 10 s 53  | AF         | Oussama Mellouli                                               | Jeux méditerranéens         | Pescara      | 29 juin 2009      |            |
| Relais               |                |            |                                                                |                             |              |                   |            |
| 4 × 100 m Nage libre | 3 min 23 s 87  |            | Talel Mrabet Ahmed Mathlouthi Oussama Mellouli Taki Mrabet     | Jeux panarabes              | Doha         | 20 décembre 2011  |            |
| 4 × 200 m Nage libre | 7 min 21 s 56  |            | Farouk Ben Jeddi Taki Mrabet Oussama Mellouli Ahmed Mathlouthi | Jeux méditerranéens         | Pescara      | 29 juin 2009      |            |
| 4 × 100 m 4 nages    | 3 min 46 s 67  |            | Ahmed Mathlouthi Taki Mrabet Oussama Mellouli Wassim Elloumi   | Jeux panarabes              | Doha         | 22 décembre 2011  |            |

### Dames
| Discipline           | Temps         |            | Nageuse                                                       | Compétition                                       | Lieu          | Date              | Réf.       |
| Nage libre           | Nage libre    | Nage libre | Nage libre                                                    | Nage libre                                        | Nage libre    | Nage libre        | Nage libre |
| -------------------- | ------------- | ---------- | ------------------------------------------------------------- | ------------------------------------------------- | ------------- | ----------------- | ---------- |
| 50 m                 | 26 s 72       |            | Sarra Chahed                                                  | Jeux africains                                    | Alger         | 18 juillet 2007   |            |
| 100 m                | 58 s 01       |            | Sarra Chahed                                                  | Championnats d'Afrique                            | Dakar         | 16 septembre 2006 |            |
| 200 m                | 2 min 3 s 53  |            | Zeineb Khalfallah                                             | 2012 FL GCST Trials Qualifier                     | Fort Myers    | 11 mai 2012       |            |
| 400 m                | 4 min 20 s 75 |            | Sarra Lajnef                                                  | Jeux africains                                    | Maputo        | 7 septembre 2011  |            |
| 800 m                | 8 min 52 s 36 |            | Jamila Boulakbèche                                            | Championnats de France                            | Montpellier   | 17 juin 2025      | [ 5 ]      |
| 1 500 m              | 17 min 8 s 74 |            | Jamila Boulakbèche                                            | Championnats de France                            | Montpellier   | 15 juin 2025      | [ 6 ]      |
| Dos                  |               |            |                                                               |                                                   |               |                   |            |
| 50 m                 | 29 s 98       |            | Farah Ben Khelil                                              | Championnats arabes                               | Radès         | 13 juillet 2018   |            |
| 100 m                | 1 min 3 s 58  |            | Rim Ouenniche                                                 | Championnats de France                            | Saint-Raphaël | 25 mai 2018       |            |
| 200 m                | 2 min 19 s 10 |            | Rim Ouenniche                                                 | Championnat des jeux aquatiques de Dubaï          | Dubaï         | 4 avril 2016      |            |
| Brasse               |               |            |                                                               |                                                   |               |                   |            |
| 50 m                 | 32 s 68       |            | Sarra Lajnef                                                  | Championnats du monde                             | Rome          | 1er août 2009     |            |
| 100 m                | 1 min 10 s 60 |            | Sarra Lajnef                                                  | Championnats du monde                             | Rome          | 27 juillet 2009   |            |
| 200 m                | 2 min 29 s 55 |            | Sarra Lajnef                                                  | Jeux méditerranéens                               | Pescara       | 29 juin 2009      |            |
| Papillon             |               |            |                                                               |                                                   |               |                   |            |
| 50 m                 | 28 s 33       |            | Roua Ben Fraj                                                 | Championnats d'Afrique                            | Tunis         | 21 août 2022      |            |
| 100 m                | 1 min 2 s 61  |            | Roua Ben Fraj                                                 | Championnats d'Afrique                            | Tunis         | 22 août 2022      |            |
| 200 m                | 2 min 18 s 69 |            | Nesrine Khelifati                                             | Championnats d'Afrique                            | Casablanca    | 13 septembre 2010 |            |
| 4 nages              |               |            |                                                               |                                                   |               |                   |            |
| 200 m                | 2 min 17 s 81 |            | Sarra Lajnef                                                  | Jeux méditerranéens                               | Pescara       | 27 juin 2009      |            |
| 400 m                | 4 min 51 s 37 |            | Sarra Lajnef                                                  | Scottish Gas National Open Swimming Championships | Glasgow       | 30 juin 2011      |            |
| Relais               |               |            |                                                               |                                                   |               |                   |            |
| 4 × 100 m Nage libre | 3 min 55 s 76 |            | Meriem Meddeb Zeineb Khalfallah Sarra Lajnef Farah Ben Khelil | Jeux panarabes                                    | Doha          | 18 décembre 2011  |            |
| 4 × 200 m Nage libre | 8 min 31 s 71 |            | Sarra Lajnef Senda Ayari Zeineb Khalfallah Maroua Mathlouthi  | Championnats d'Afrique                            | Casablanca    | 13 septembre 2010 |            |
| 4 × 100 m 4 nages    | 4 min 21 s 49 |            | Farah Ben Khelil Habiba Belghith Inès Barbouch Rim Ouenniche  | Championnats arabes                               | Radès         | 13 juillet 2018   |            |

### Mixtes
| Discipline           | Record | Temps         | Nageurs/Nageuses                                                    | Compétition            | Lieu  | Date            |
| -------------------- | ------ | ------------- | ------------------------------------------------------------------- | ---------------------- | ----- | --------------- |
| 4 × 100 m Nage libre | NR     | 3 min 38 s 90 | Mohamed Aziz Ghaffari Mohamed Lagili Rim Ouenniche Farah Ben Khelil | Championnats arabes    | Radès | 12 juillet 2018 |
| 4 × 100 m 4 nages    | NR     | 4 min 3 s 48  | Abderrahmene Bel Hadj Salem Roua Ben Fraj Tayssir Sliti Adnan Beji  | Championnats d'Afrique | Tunis | 21 août 2022    |

## Petit bassin (25m)

### Messieurs
| Discipline           | Record     | Temps          | Nageur                                                                               | Compétition                               | Lieu        | Date             |
| Nage libre           | Nage libre | Nage libre     | Nage libre                                                                           | Nage libre                                | Nage libre  | Nage libre       |
| -------------------- | ---------- | -------------- | ------------------------------------------------------------------------------------ | ----------------------------------------- | ----------- | ---------------- |
| 50 m                 | NR         | 23 s 62        | Mohamed Ali Chaouachi                                                                | Meeting de Lyon Natation Métropole (25 m) | Lyon        | 25 novembre 2023 |
| 100 m                | NR         | 49 s 54        | Mohamed Ali Chaouachi                                                                | Championnats de France (25 m)             | Angers      | 15 décembre 2019 |
| 200 m                | NR         | 1 min 42 s 02  | Oussama Mellouli                                                                     | Championnats du monde (25 m)              | Dubaï       | 15 décembre 2010 |
| 400 m                | NR         | 3 min 36 s 75  | Oussama Mellouli                                                                     | Coupe du monde 25 m                       | Berlin      | 15 novembre 2008 |
| 800 m                | NR, AF     | 7 min 31 s 93  | Ahmed Jaouadi                                                                        | Championnats du monde (25 m)              | Budapest    | 14 décembre 2024 |
| 1 500 m              | NR         | 14 min 18 s 79 | Oussama Mellouli                                                                     | Championnats du monde (25 m)              | Doha        | 7 décembre 2014  |
| Dos                  |            |                |                                                                                      |                                           |             |                  |
| 50 m                 | NR         | 26 s 97        | Mohamed Khalil Ben Ajmia                                                             | Championnats arabes (25 m)                | Abou Dabi   | 25 octobre 2021  |
| 100 m                | NR         | 56 s 14        | Taki Mrabet                                                                          | Championnats du monde (25 m)              | Dubaï       | 15 décembre 2010 |
| 200 m                | NR         | 2 min 1 s 37   | Ahmed Mathlouthi                                                                     | Championnats du monde (25 m)              | Manchester  | 13 avril 2008    |
| Brasse               |            |                |                                                                                      |                                           |             |                  |
| 50 m                 | NR         | 27 s 37        | Adnan Beji                                                                           | Championnats de France (25 m)             | Angers      | 15 décembre 2019 |
| 100 m                | NR         | 59 s 54        | Wassim Elloumi                                                                       | Championnats de France (25 m)             | Montpellier | 17 novembre 2018 |
| 200 m                | NR         | 2 min 9 s 35   | Wassim Elloumi                                                                       | Championnats de France (25 m)             | Montpellier | 16 novembre 2018 |
| Papillon             |            |                |                                                                                      |                                           |             |                  |
| 50 m                 | NR         | 24 s 86        | Yassine Saffar                                                                       | Championnats de France (25 m)             | Angers      | 14 décembre 2019 |
| 100 m                | NR, AF     | 54 s 85        | Oussama Mellouli                                                                     | Championnats du monde (25 m)              | Dubaï       | 16 décembre 2010 |
| 200 m                | NR         | 1 min 59 s 53  | Belhassen Ben Miled                                                                  | Championnats de France (25 m)             | Montpellier | 3 novembre 2024  |
| 4 nages              |            |                |                                                                                      |                                           |             |                  |
| 100 m                | NR         | 52 s 78        | Oussama Mellouli                                                                     | Coupe du monde 25 m                       | Stockholm   | 11 novembre 2008 |
| 200 m                | NR         | 1 min 52 s 41  | Oussama Mellouli                                                                     | Coupe du monde 25 m                       | Berlin      | 16 novembre 2008 |
| 400 m                | NR, AF     | 3 min 57 s 40  | Oussama Mellouli                                                                     | Championnats du monde (25 m)              | Dubaï       | 16 décembre 2010 |
| Relais               |            |                |                                                                                      |                                           |             |                  |
| 4 × 50 m Nage libre  | NR         | 1 min 35 s 53  | Ahmed Jaouadi Ayoub Nahdi Mohamed Khalil Ben Ajmia Mohamed Khalil Ben Chaabane       | Championnats arabes (25 m)                | Abou Dabi   | 24 octobre 2021  |
| 4 × 100 m Nage libre | NR         | 3 min 29 s 20  | Mohamed Khalil Ben Ajmia Ahmed Jaouadi Ayoub Nahdi Mohamed Khalil Ben Chaabane       | Championnats arabes (25 m)                | Abou Dabi   | 26 octobre 2021  |
| 4 × 200 m Nage libre | NR         | 7 min 31 s 76  | Ahmed Jaouadi Mohamed Khalil Ben Chaabane Mohamed Khalil Ben Ajmia Ayoub Nahdi       | Championnats arabes (25 m)                | Abou Dabi   | 25 octobre 2021  |
| 4 × 50 m 4 nages     | NR         | 1 min 49 s 53  | Ayoub Nahdi Mohamed Khalil Ben Ajmia Mohamed Khalil Ben Chaabane Belhassen Ben Miled | Championnats arabes (25 m)                | Abou Dabi   | 25 octobre 2021  |
| 4 × 100 m 4 nages    | NR         | 3 min 53 s 46  | Belhassen Ben Miled Mohamed Khalil Ben Ajmia Ayoub Nahdi Ahmed Jaouadi               | Championnats arabes (25 m)                | Abou Dabi   | 27 octobre 2021  |

### Dames
| Discipline | Record     | Temps          | Nageuse            | Compétition                               | Lieu       | Date             |
| Nage libre | Nage libre | Nage libre     | Nage libre         | Nage libre                                | Nage libre | Nage libre       |
| ---------- | ---------- | -------------- | ------------------ | ----------------------------------------- | ---------- | ---------------- |
| 50 m       | NR         | 26 s 59        | Inès Barbouch      | Championnats de France (25 m)             | Angers     | 14 décembre 2019 |
| 100 m      | NR         | 58 s 01        | Senda Gharbi       | Coupe du monde de natation FINA 1991 (en) | Rostock    | 22 mars 1991     |
| 200 m      | NR         | 2 min 1 s 13   | Rim Ouenniche      | Championnats de France (25 m)             | Angers     | 18 novembre 2016 |
| 400 m      | NR         | 4 min 23 s 19  | Maroua Mathlouthi  | Championnats du monde (25 m)              | Shanghai   | 7 avril 2006     |
| 800 m      | NR         | 9 min 7 s 21   | Jamila Boulakbèche | Championnats arabes (25 m)                | Abou Dabi  | 26 octobre 2021  |
| 1 500 m    | NR         | 17 min 35 s 98 | Jamila Boulakbèche | Championnats arabes (25 m)                | Abou Dabi  | 24 octobre 2021  |
| Dos        |            |                |                    |                                           |            |                  |
| 50 m       | NR         | 30 s 57        | Selma Beji         | Championnats du monde (25 m)              | Moscou     | 6 avril 2002     |
| 100 m      | NR         | 1 min 3 s 02   | Inès Barbouch      | Championnats de France (25 m)             | Angers     | 14 décembre 2019 |
| 200 m      | NR         | 2 min 20 s 69  | Selma Beji         | Championnats du monde (25 m)              | Moscou     | 5 avril 2002     |
| Brasse     |            |                |                    |                                           |            |                  |
| 50 m       | NR         | 33 s 04        | Sarra Lajnef       | Championnats du monde (25 m)              | Dubaï      | 17 décembre 2010 |
| 100 m      | NR         | 1 min 10 s 07  | Sarra Lajnef       | Championnats du monde (25 m)              | Dubaï      | 17 décembre 2010 |
| 200 m      | NR         | 2 min 31 s 05  | Sarra Lajnef       | Championnats du monde (25 m)              | Dubaï      | 19 décembre 2010 |
| Papillon   |            |                |                    |                                           |            |                  |
| 50 m       | NR         | 29 s 29        | Meriem Meddeb      | Championnats du monde (25 m)              | Manchester | 10 avril 2008    |
| 100 m      | NR         | 1 min 3 s 11   | Meriem Meddeb      | Championnats du monde (25 m)              | Manchester | 12 avril 2008    |
| 4 nages    |            |                |                    |                                           |            |                  |
| 100 m      | NR         | 1 min 2 s 89   | Farah Ben Khelil   | Championnats de France (25 m)             | Angers     | 20 novembre 2016 |
| 200 m      | NR         | 2 min 13 s 76  | Sarra Lajnef       | Championnats du monde (25 m)              | Dubaï      | 18 décembre 2010 |
| 400 m      | NR         | 4 min 45 s 40  | Sarra Lajnef       | Championnats du monde (25 m)              | Dubaï      | 15 décembre 2010 |